# Асташкін Михайло Єгорович
Миха́йло Єго́рович Аста́шкін (рос. Михаил Егорович Асташкин; нар. 30 грудня 1908 — пом. 14 вересня 1941) — радянський військовий льотчик-винищувач часів Другої світової війни, командир ескадрильї 69-го винищувального авіаційного полку окремої Приморської армії, капітан. Герой Радянського Союзу (1942).

## Життєпис
Народився 30 грудня 1908 року в Нащі, нині Сасовського району Рязанської області Росії, в селянській родині. Росіянин. У 1925 році закінчив семирічку.
У лавах РСЧА з 1930 року. У 1932 році направлений до Ленінградської військово-теоретичної школи льотчиків, по закінченні якої продовжив навчання в 14-ій Енгельсській військовій авіаційній школі льотчиків. У грудні 1934 року на відмінно закінчив льотний курс і був залишений при школі льотчиком-інструктором.
Учасник радянсько-фінської війни 1939–1940 років як командир ескадрильї, нагороджений орденом Червоного Прапора.
у 1940 році призначений командиром 1-ї ескадрильї 69-го винищувального авіаційного полку.
З початком німецько-радянської війни брав участь в обороні Одеси. Всього здійснив 162 бойових вильоти, з них 59 — на штурмовку наземних військ супротивника. У повітряних боях збив особисто 4 і в складі групи — 8 літаків ворога.
14 вересня 1941 року, виконуючи бойове завдання по штурмовці наземних військ супротивника, був збитий вогнем зенітної артилерії ворога. Направив палаючого літака на скупчення живої сили і техніки супротивника в районі хутора Важного Біляївського району Одеської області.
Похований на алеї Слави центрального Парку культури і відпочинку імені Т. Г. Шевченка в Одесі.

## Нагороди
Указом Президії Верховної Ради СРСР від 10 лютого 1942 року за зразкове виконання бойових завдань командування на фронті боротьби з німецькими загарбниками та виявлені при цьому відвагу і героїзм, капітанові Асташкіну Михайлу Єгоровичу присвоєне звання Героя Радянського Союзу (посмертно).
Також був нагороджений двома орденами Червоного Прапора і медаллю «За оборону Одеси».

## Пам'ять
Похований на Алеї Слави в Одесі.

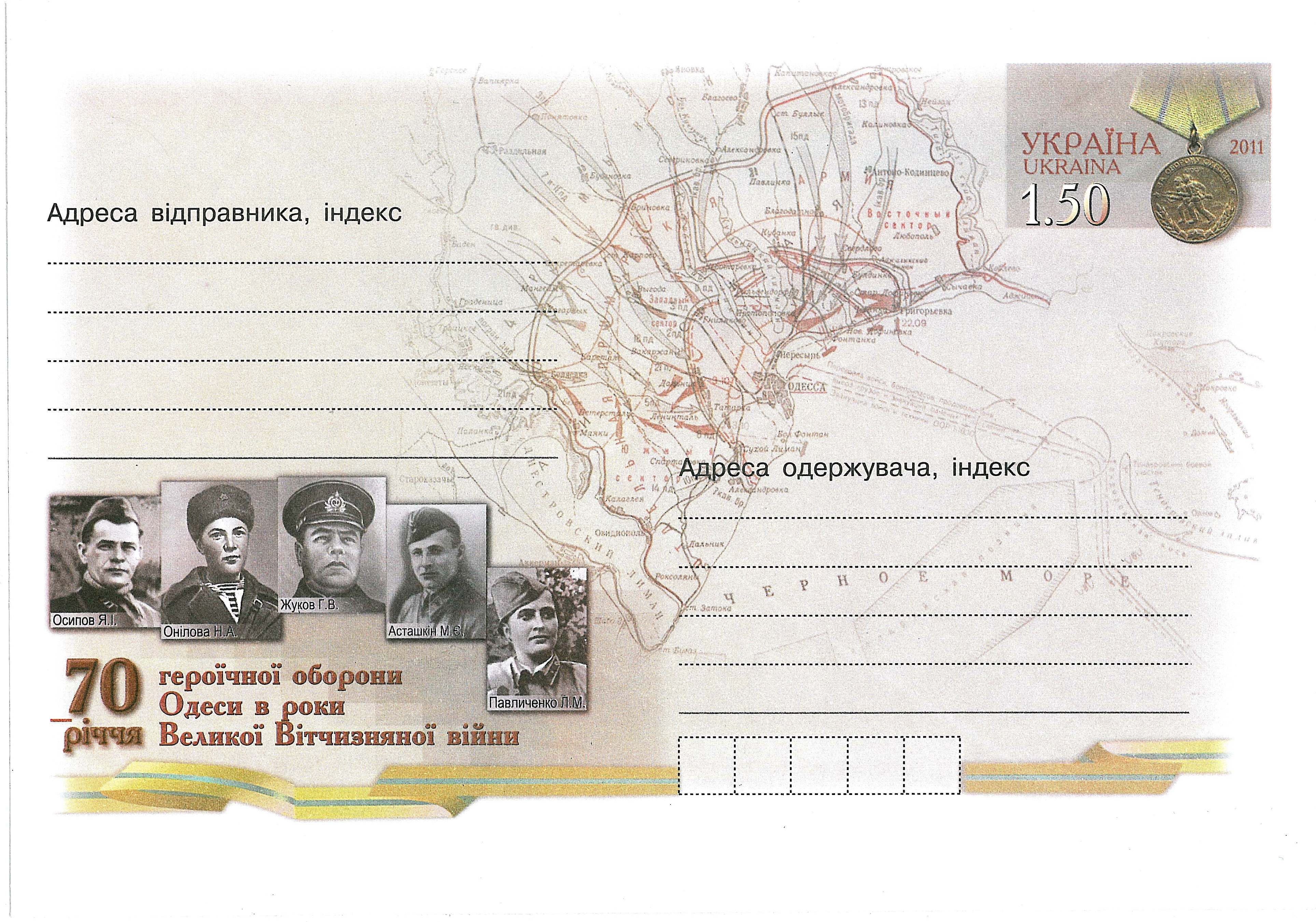
Карта оборони Одеси, медаль «За оборону Одеси» і герої: Осипов Яков Іванович, Онілова Н. А., Жуков Г. В., Асташкін М. Є., Павличенко Л. М.; 2011 р. Конверт. Укрпошта

Ім'ям Михайла Асташкіна названо вулицю Одеси і дотичний провулок.